# Oreophryne anthonyi
Oreophryne anthonyi és una espècie de granota que viu a Papua Nova Guinea.